# واوسک
واوسک (به لاتین: Ławsk) یک روستا در لهستان است که در گمینا وانسوش (استان پودلاسکی) واقع شده‌است. واوسک ۷۶۰ نفر جمعیت دارد.